# Howard Chaykin
Howard Victor Chaykin (Newark, Nueva Jersey, 7 de octubre de 1950) es un historietista estadounidense famoso por su narrativa innovadora y por su material ocasionalmente polémico. Las principales influencias de Chaykin son los ilustradores de libros de mediados del siglo XX Robert Fawcett, Al Parker, y otros, junto a su amor por el jazz, a menudo reflejado en su obra.
Chaykin ha sido negro de Gray Morrow y de Ron Goulart y Gil Kane.

## Primeros años
Chaykin nació en Newark, Nueva Jersey, hijo de Rosalind Pave y Norman Drucker, quienes se separaron poco después de su nacimiento. Fue criado en un principio por sus abuelos en Staten Island, en la ciudad de Nueva York, hasta que su madre se casó con Leon Chaykin en 1953 y se mudaron a East Flatbush, después a Brooklyn y finalmente a Queens, también en la ciudad de Nueva York. Chaykyn dijo en 2000 que creció como beneficiario de los programas de bienestar social de Estados Unidos después de que sus padres se separaron y que su padre biológico fue declarado muerto cuando él era niño, pero finalmente fue localizado cuando Chaykin ya era adulto. Su padre adoptivo, quien tenía una manera de ser «loca y cruel» y que Chaykin creía que era su padre biológico hasta la década de 1990, lo alentó en su interés por el dibujo y le compró blocs de dibujo.
Tuvo su primer contacto con las historietas cuando uno de sus primos le regaló una caja de refrigerador llena de cómics. Se graduó de la Jamaica High School en 1967 a los 16 años y a mediados de 1968 comenzó a trabajar en la editorial Zenith Press. Asistió al Columbia college en Chicago en 1968, pero abandonó la escuela y regresó a Nueva York al año siguiente. A los 19 años comenzó a trabajar como mandadero del artista Gil Kane, creador de Batman, quien se convirtió en su más grande influencia.

## Obra

### DC
- Adventure Cómic (Shining Knight) #438 (1975)
- Batgirl & Robin: Thrillkiller #1-3 (guionista, 1997)
- Batman: Dark Allegiances (guionista/dibujante, 1996)
- Batman Black and White, miniserie, #1 (guionista/dibujante, 1996)
- Batman/Catwoman: Follow the Money (2010)
- Batman Family #14 (1977)
- Blackhawk #260 (1983)
- Blackhawk, miniserie, #1-3 (guionista/dibujante, 1988)
- Challengers of the Unknown, miniserie, #1-6 (guionista/dibujante, 2004)
- City of Tomorrow, miniserie, #2-3 (2005)
- Detective Comic (Batman & Robin) #441 (1974); (Human Target) #483 (1979)
- Forbidden Tales of Dark Mansion #7 (1972)
- DC Holiday Special '09 (Enemy Ace) #1 (2010)
- Guy Gardner: Collateral Damage, miniserie, #1-2 (2007)
- Hawkgirl #50-56 (2006)
- House of Mystery #277 (1980)
- JSA: All-Stars, miniserie, #5 (2003)
- Justice Society of America 80-Page Giant #1 (entre otros dibujantes) (2011)
- Men of War (Enemy Ace) #9-10, 12-14, 19-20 (1978–79)
- Mighty Love, novela gráfica (guionista/dibujante, 2004)
- Orion #7 (coguionista/dibujante, 2000)
- The Shadow, miniserie, #1-4 (1985)
- Superboy and the Legion of Super-Heroes #240 (1978)
- Sword of Sorcery (Fafhrd y el Ratonero Gris) #1-5 (1973)
- Tarzán (historia de relleno) #216 (1973)
- Twilight, miniserie, #1-3 (guionista, 1990)
- Weird War Tales #48, 61-62, 67, 69, 76, 82 (1976–79)
- Weird Western Tales (Cinnamon) #49 (1978)
- Weird Worlds (Ironwolf) #8-10 (1973–74)
- World of Krypton, miniserie, #1-3 (1979)

### Marvel
- Amazing Adventures, vol. 2, (Killraven) #18 junto con Neal Adams), 19 (1973)
- Avengers 1959, miniserie, #1- (2011)
- Blade #1-8 (2006–07)
- Captain America #600, 616 (junto con otros dibujantes) (2009–11)
- Captain America Theater of War: America First! (2009)
- Chamber of Chills #4 (1973)
- Conan the Barbarian #79-83 (1977–78)
- Hulk! (Dominic Fortune) #21-25 (1980–81)
- Immortal Iron Fist Annual #1 (junto a otros dibujantes) (2007)
- Iron Man, vol. 5, (Tony Stark) #503 (2011)
- James Bond for Your Eyes Only #2 (1981)
- Kull and the Barbarians (Red Sonja) #2-3 (1975)
- Magneto #1 (2010)
- Marvel Cómic Super Special #9, 19 (1978–81)
- Marvel Preview (Dominic Fortune) #20 (1980)
- Marvel Spotlight (Nick Fury) #31 (1976)
- Marvel Team-Up (Spider-Man) #76-77 (1978)
- The New Avengers #21 (2007)
- New Avengers, vol. 2, #9-on (along with Mike Deodato, doing "Avengers 1959" flashbacks) (2011)
- Punisher War Journal, vol. 2, #16-25 (2008–09)
- Star Wars #1-10 (1977–1978)
- X-Men vs. Vampires, miniserie, #2 (2010)

### Otras editoriales
- American Flagg! #1-12, 14-26 (guionista/dibujante); #13, 27-29 (guionista) (First, 1983–86)
- Black Kiss #1-12 (guionista/dibujante) (Vortex, 1988–89)
- Creepy #64 (Warren, 1974)
- The Scorpion #1-2 (guionista/dibujante) (Atlas/Seaboard)
- Star*Reach #1, 4-5 (1974–76) (Star*Reach)

### Recopilaciones
- American Flagg! Volumes 1, 2, 3 (números recopilados  #1-9, First Cómic)
- American Flagg! Volumes 1 and 2 (números recopilados  #1-14, Dynamic Forces and Image Cómic, 2009, ISBN 1-58240-419-4)
- Batman: Thrillkiller DC, 1998, ISBN 1-56389-424-6
- American Century:
  - Scars & Stripes (números recopilados  #1-4, con  David Tischman y Marc Laming, DC/Vertigo, 2001, ISBN 1-56389-791-1)
  - Hollywood Babylon (números recopilados  #5-9, con  David Tischman, Marc Laming, John Stokes y Warren Pleece, DC/Vertigo, 2002, ISBN 1-56389-885-3)
- Thick Black Kiss (SC, Vortex, 1993), Big Black Kiss (SC, Eros Comic, 2002), Howard Chaykin's Black Kiss (HC, Dynamite, 2010, ISBN 1-60690-021-8)
- Challengers of the Unknown: Stolen Moments, Borrowed Time DC, 2006, ISBN 1-4012-0941-6
- City of Tomorrow  (recopila la mini-serie de DC/Wildstorm, 2006, ISBN 1-4012-0945-9)
- Blade:
  - Undead Again (recopila #1-6, con Marc Guggenheim, Marvel, May 2007, ISBN 0-7851-2364-4)
  - Sins of the Father (recopila  #7-12, con Marc Guggenheim, Marvel, October 2007, ISBN 0-7851-2365-2)
- Fafhrd y el Ratonero Gris (recopila la miniserie de Marvel/Epic, con Mike Mignola and Al Williamson, Dark Horse, 2007, ISBN 1-59307-713-0)
- Dominic Fortune (Marvel, 2010, ISBN 0-7851-4042-5)